# Landébia
Landébia is een gemeente in het Franse departement Côtes-d'Armor (regio Bretagne) en telt 413 inwoners (2004). De plaats maakt deel uit van het arrondissement Dinan.

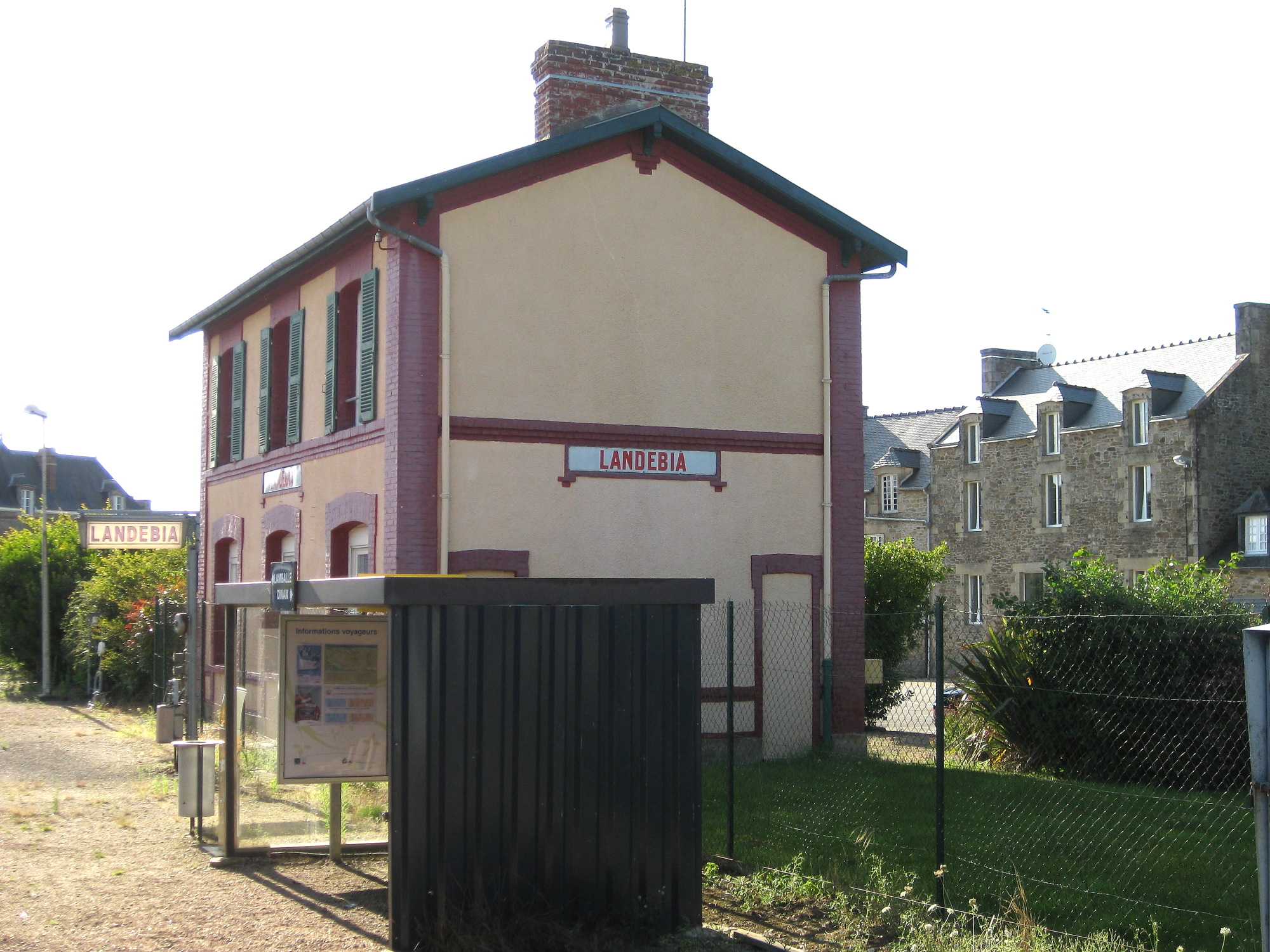
Station van Landébia
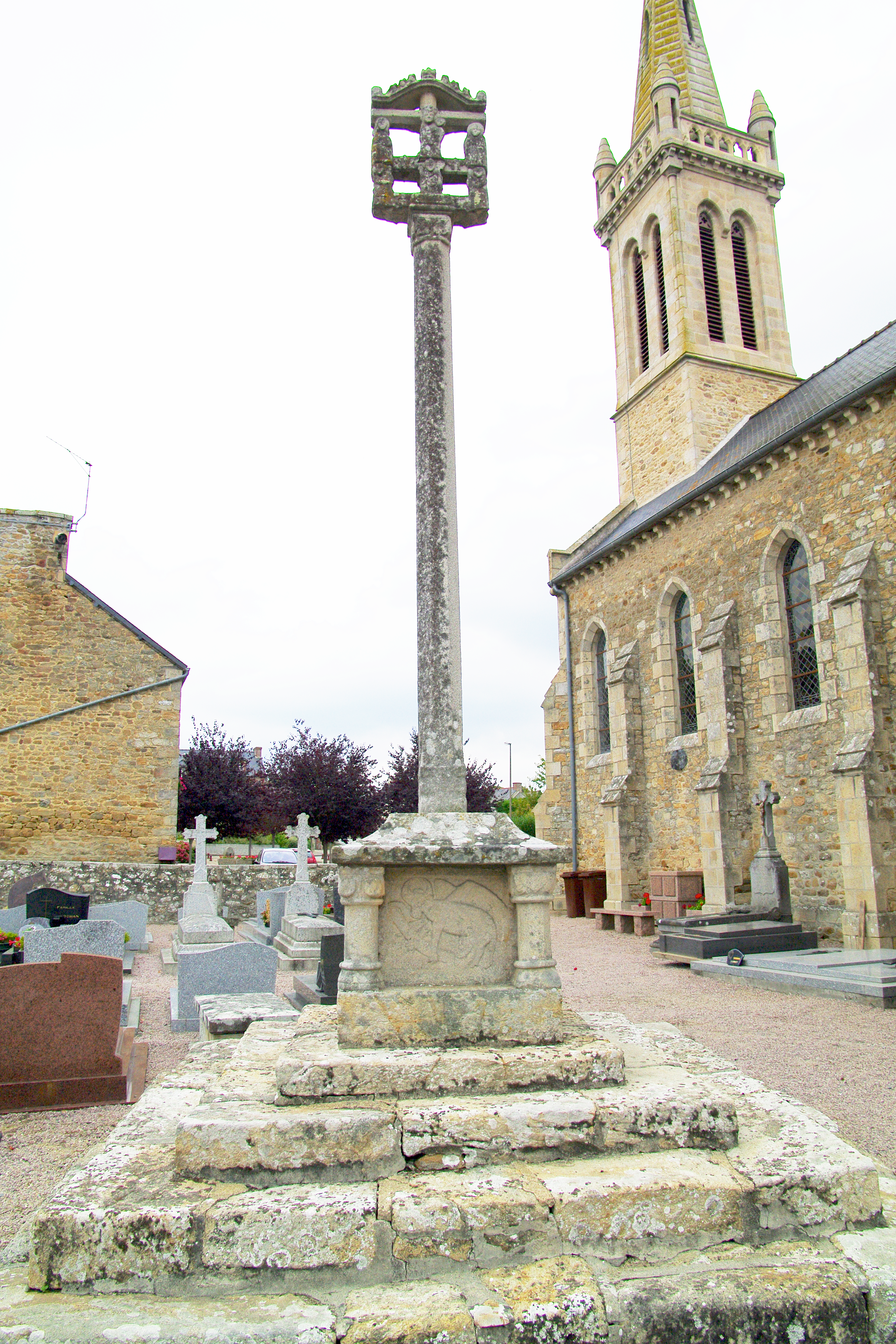
Centrum

## Geografie
De oppervlakte van Landébia bedraagt 3,5 km², de bevolkingsdichtheid is 118,0 inwoners per km².

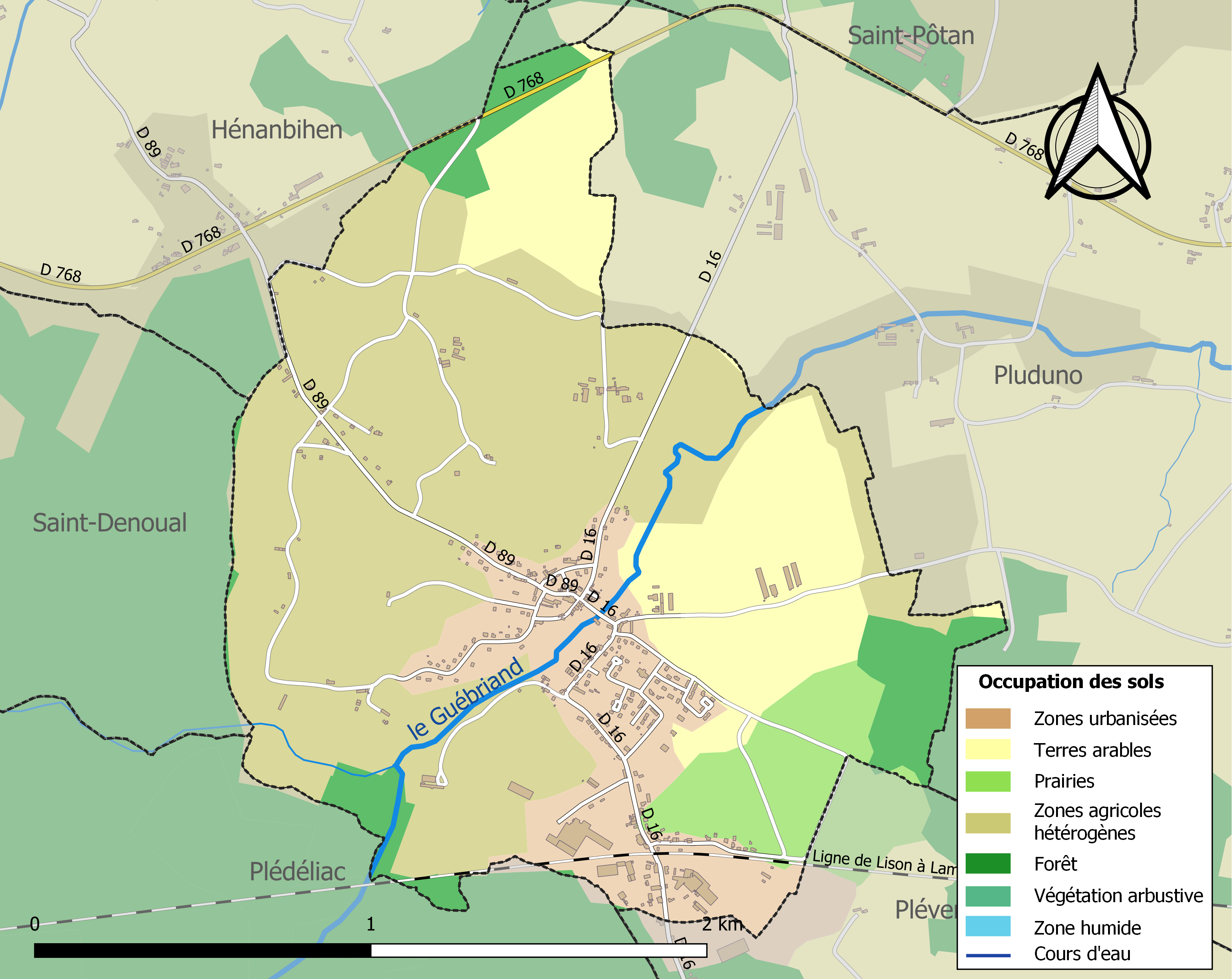
Kaart van de gemeente met de belangrijkste infrastructuur, bodemgebruik en omliggende gemeenten

## Verkeer en vervoer
In de gemeente ligt de spoorweghalte  Landébia.

## Demografie
Onderstaande figuur toont het verloop van het inwonertal (bron: INSEE-tellingen).

1. ↑  Populations de référence 2022.